# 1971 en Norvège
Chronologie de la Norvège
- 1967
- 1968
- 1969
- 1970
- 1971
- 1972
- 1973
- 1974
- 1975

Cet article présente les faits marquants de l'année 1971 en Norvège ou relatifs à la Norvège.

## Gouvernance
- Olav V est roi de Norvège.
- Per Borten est le chef du gouvernement jusqu'au 17 mars et Trygve Bratteli lui succède.

## Événements
- Elf découvre le gisement gazier Frigg[1].
- l'Île Bouvet est déclarée réserve naturelle[1].

## Sport
- La saison 1971 du Championnat de Norvège de football était la 9e édition de la première division norvégienne à poule unique, la Tippeligaen. Les 10 clubs jouent les uns contre les autres lors de rencontres disputées en matchs aller et retour. La première division va passer de 10 à 12 clubs à partir de la saison 1972, il y a donc un seul club relégué et 3 clubs promus de 2e division. C'est le Rosenborg BK qui termine en tête du championnat. C'est le 3e titre de champion de Norvège de son histoire.

## Culture
- Le Viol (Voldtekt) est un film norvégo-britannique réalisé par Anja Breien, sorti en 1971.
- La Norvège a participé au Concours Eurovision de la chanson 1971 le 3 avril à Dublin, en Irlande. C'est la 11e participation de la Norvège au Concours Eurovision de la chanson. Le pays est représenté par Hanne Krogh et la chanson Lykken er, sélectionnées par la Norsk rikskringkasting (NRK) au moyen de la finale nationale Melodi Grand Prix.

## Naissances
- Naissance en Norvège en 1971

## Décès
- Décès en Norvège en 1971